# Undue influence
Undue influence (= unangemessene Beeinflussung) ist im europäischen Privatrecht ein umfassender Grundsatz der Privatautonomie. Danach soll jeder seine Rechtsbeziehungen eigenverantwortlich und selbstbestimmt regeln dürfen, frei von widerrechtlichen Beeinflussungen der Willensbildung. Störgrößen in diesem Sinne sind Täuschungshandlungen, Drohungen oder die widerrechtliche Ausnutzung einer Vertrauens- oder Nähestellung gegenüber dem Vertragspartner, etwa geschäftsunerfahrenen Angehörigen.
In diesen Fällen kann die Rechtsordnung verletzt sein, weil Rechtsgeschäfte nicht rational, sondern aufgrund einer rein emotionalen Entscheidung vereinbart werden. Insoweit ermangelt es regelmäßig an einem adäquaten Interessensausgleich unter ausgeglichenen Marktbedingungen, Vor- und Nachteile eines Geschäfts konnten nicht abgewogen werden. Liegt eine missbräuchliche Wahrnehmung von Eigeninteressen einer Partei vor, sollen die nachteiligen Rechtsfolgen für die andere Partei – wegen unangemessener Beeinflussung (undue influence) – beseitigt werden beziehungsweise von vornherein nicht entstehen.

## Dogmatische Einordnung
In dogmatischer Hinsicht wird die Problematik in den Rechtsordnungen unterschiedlich bewertet. Sofern einerseits von einem „Marktmodell“ ausgegangen wird, wird unterstellt, dass jeder selbstverantwortlich ist, weil er stets zweckorientiert und insoweit kontrolliert handelt. Auf Willensmängel kann konsequenterweise nicht abgestellt werden, da sie nicht bestehen. Ein Rechtsgeschäft kann nur einer Inhaltskontrolle unterzogen werden, die etwa eine Überprüfung auf Sittenwidrigkeit zulässt.
Sofern andererseits auf das voluntative Element des „Willensbildungsprozess“ abgestellt wird, wird eine materiell-rechtlichen Überprüfung des Geschäfts zwangsläufig abgelehnt, denn das Ergebnis einer Verhandlung ist diesbezüglich irrelevant. Diese Betrachtungsweise spielt eine bedeutende Rolle im englischen Recht. In der Rechtspraxis ist dieser dogmatische Ansatz problematisch, da Nachweisprobleme entstehen, insbesondere wenn die Verletzung einer Vertrauensbeziehung behauptet wird. Begegnet werden kann dieser Problematik nur durch die Gewährung von Beweiserleichterung. Diese müssten in typische Fallgruppen unterteilt werden und es müssten Vermutungsregeln greifen, damit im Bild einer undue influence verblieben werden kann. Andernfalls müsste auf Regelungen  außerhalb der undue influence gesetzt werden, Regelungen, die gezielt vor „strukturellen Ungleichheiten“ schützen.

## Rechtsentwicklungen
Das kasuistisch geprägte römische Recht hatte seit der frühen Kaiserzeit Schutzvorschriften erarbeitet, die wirtschaftlich schwächer gestellten Personen, insbesondere Ehefrauen, Minderjährige und Freigelassene, helfen sollten. Das der römische Senat verstärkt in die gesetzgebende Kompetenz eingebunden wurde, erlangten diverse Senatskonsulte Bedeutung, die teils bis in die heutigen Rechtsordnungen fortwirkt, so etwa das SC Velleianum und das nahezu zeitgleich ergangene SC Macedonianum mit Verbotsregelungen und strengem Formzwang zum Schutze von Frauen und Hauskindern.
Mit dem Auftreten der Glossatoren wurde das römische Recht in Kontinentaleuropa weitgehend rezipiert. Im Mittelalter erhielt eine Regel zum Schutz von Freigelassenen eine neue Deutungsqualität, denn neben Furcht und Drohung, genügte bloße Ehrfurcht des Opfers (metus reverentialis) für eine Verletzungshandlung, jedenfalls dann, wenn zudem eine schwere wirtschaftliche Übervorteilung (laesio enormis) hinzutrat. Diese Regel verschwand im Zeitalter des säkularen Naturrechts, dem Vernunftrecht, und dem späten usus modernus wieder. Dem Zustandekommen eines Vertrages konnten dann allenfalls wieder deliktische Fehlverhalten wie Täuschung und Drohung entgegenstehen.
Seit dem 20. Jahrhundert sind die sogenannten Ehegattenbürgschaften, Sicherungen gegenüber Banken, die regelmäßig Ehefrauen für die Schulden ihres Mannes bestellen (herrührend damit aus Vertrauensverhältnissen), in den Fokus der Rechtsprechung geraten. Die allgemeinen Regeln des Geschäftsverkehrs erfassen die Problematik unzureichend. Österreich, die Niederlande und Frankreich operieren mit Sonderregeln zum Verbraucherbürgschaftsrecht (etwa Art. 341-4 Code de la consommation). Der Bundesgerichtshof (BGH) in Deutschland zieht – nach einer grundlegenden grundrechtlich relevanten Entscheidung des Bundesverfassungsgerichts – den Maßstab der Sittenwidrigkeit heran und verbindet inhaltliche (Missverhältnis von Leistung und Gegenleistung) und prozedurale (krasse finanzielle Überforderung des Bürgen) Elemente miteinander (vgl. auch Rechtsprechung des BVerfG).
Die Grundregeln des Europäischen Vertragsrechts (PECL) – nicht rechtsverbindlich – suchen nach Regelungsstrukturen in den Vereinheitlichungsprojekten. Art. 4: 109 PECL (Übermäßiger Vorteil oder unlauterer Vorteil) und Art. 3.10 UNIDROIT PICC (Principles of International Commercial Contracts, 1994 - UNIDROIT) enthalten Kompromisslösungen. Beide Vorschriften rekurrieren auf die traditionellen Begriffe des Willensmangelrechts (Irrtum, Täuschung und Drohung) und gewähren Nichtigkeitskontrolle durch Anfechtung.
Internationale Abkommen und Modellgesetze regeln das Recht der Willensmängel bei Vertragsschluss regelmäßig nicht. Im europäischen Sekundärrecht greift allein die Richtlinie 85/577/EWG (Verbraucherschutzfragen) die Problematik von Verhaltenskontrollen auf. Regelungen bleiben insoweit dem nationalen Recht vorbehalten.